# Euproctis marginalis
Euproctis marginalis là một loài bướm đêm thuộc họ Erebidae. Nó được tìm thấy ở Úc, bao gồm Tasmania.

## Hình ảnh

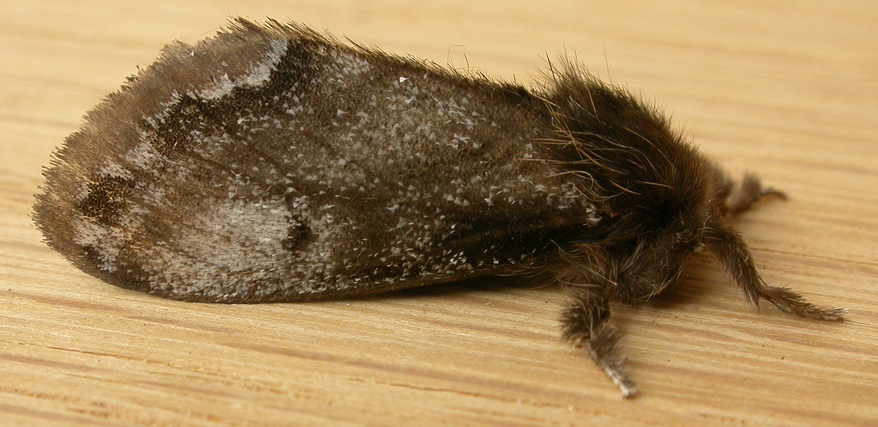
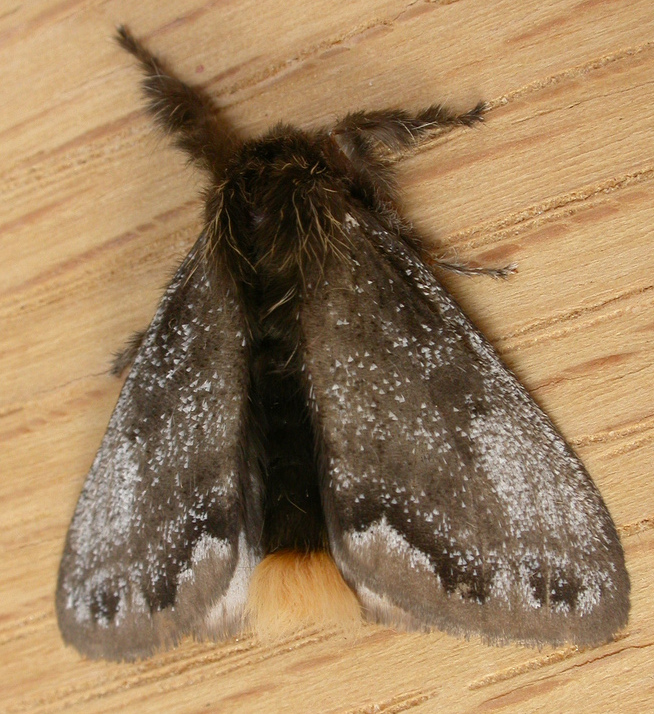